# Sansevieria pedicellata
Sansevieria pedicellata ist eine Pflanzenart aus der Gattung Sansevieria in der Familie der Spargelgewächse (Asparagaceae). Das Artepitheton pedicellata stammt aus dem Lateinischen und bedeutet ‚mit Stiel‘ und beschreibt die Blütenform.

## Beschreibung
Sansevieria pedicellata wächst stammlos als ausdauernde, sukkulente Pflanze mit kriechendem sehr kräftigen 1,5 bis zu 5 Zentimeter dicken Rhizomen. Die vier bis sechs selten auch bis 15 linear stehenden Blätter an einem Trieb sind glatt grün und ohne Flecken und Streifen. Die einfache Blattspreite ist bis zu 72 Zentimeter lang und bis zu 6 Zentimeter breit. Sie enden abrupt in eine scharfe Spreitenspitze. Der Spreitenrand ist scheinbar eingeklappt und beginnt mit einer rötlichen Linie und einer äußeren weißen Linie. Die Blattoberfläche ist glatt.
Die einfach ährigen Blütenstände sind bis zu 30 Zentimeter hoch. Die Rispen sind ein Zentimeter auseinander und mit vier bis sechs Blüten pro Büschel besetzt. Die Blütenhüllblätter sind weißlich. Die Blütenröhre ist 8 bis  Zentimeter lang. Die Zipfel sind 1,7 bis 2 Zentimeter lang.

## Verbreitung
Sansevieria pedicellata ist in Mosambik in der Provinz Manica an der Grenze zu Simbabwe verbreitet. 

## Taxonomie
Die Erstbeschreibung erfolgte 2004 durch Isobyl Florence la Croix.

## Nachweise